# Toon Brams
Antonius (Toon) Brams (Eindhoven, 27 december 1834 – aldaar, 2 april 1872) was een Nederlands beeldhouwer.

## Leven en werk
Toon Brams was een zoon van timmerman Petrus Brams en Engelina Kops. Hij maakte onder meer christelijk-religieus werk in hout, gips en kalkzandsteen. Brams nam deel aan tentoonstellingen van Levende Meesters in Amsterdam en toonde daar twee houten basreliëfs (1848) en een "houten Tafereel van eene algemeene Pest volgens Ovidius" (1850). Hij studeerde aan de Koninklijke Academie voor Schone Kunsten van Antwerpen (1854-1856) als leerling van Jozef Geefs, en won er diverse prijzen. Terug in Nederland werkte hij enige tijd op een atelier in Sint-Truiden.
In 1859 nam hij deel aan een tentoonstelling van Levende Meesters in Den Haag. Hij bracht een gipsen beeld in van "Jan van Cuijk met het charter, waarin hij aanzienlijke giften aan het gasthuis der stad Grave opdraagt". Het beeld was een model voor een levensgroot beeld voor Grave. De Kunstkronijk noemde het een beeld, "dat zich door eene even waardige als eenvoudige opvatting kenmerkt, dat goed geteekend en gemodeleerd is." In 1893 werd het "Model van het te Grave staand beeld van Jan van Cuyk door Antoon Brams" nog getoond op de 'Historische en topografische tentoonstelling betreffende Kempenland en Peelland' in Eindhoven. Het werd opgenomen in de collectie van Het Noordbrabants Museum.
Toon Brams overleed er op 37-jarige leeftijd.

## Enkele werken
- 1863 Maria met kind, voor het hoofdportaal van de Sint-Catharinakerk in Eindhoven. In 1987 werd het originele Mariabeeld vernield. Het werd gerestaureerd en opgenomen in de collectie van Museum Kempenland. Toon Grassens maakte een replica, die in 1989 werd geplaatst.
- 1863 grafmonument met een zittende engel, voor de begraafplaats Orthen in 's-Hertogenbosch
- 1871 Gaper, Rechtestraat, Eindhoven.[9]
- 1872 Sint-Vincentius, Elisabeth van Hongarije en Sint-Catharina, gevelbeelden voor het Sint-Vincentiusgebouw aan de Ten Hagestraat in Eindhoven. De beelden zijn overgeplaatst naar de hal van het Catharina Ziekenhuis.

## Galerij

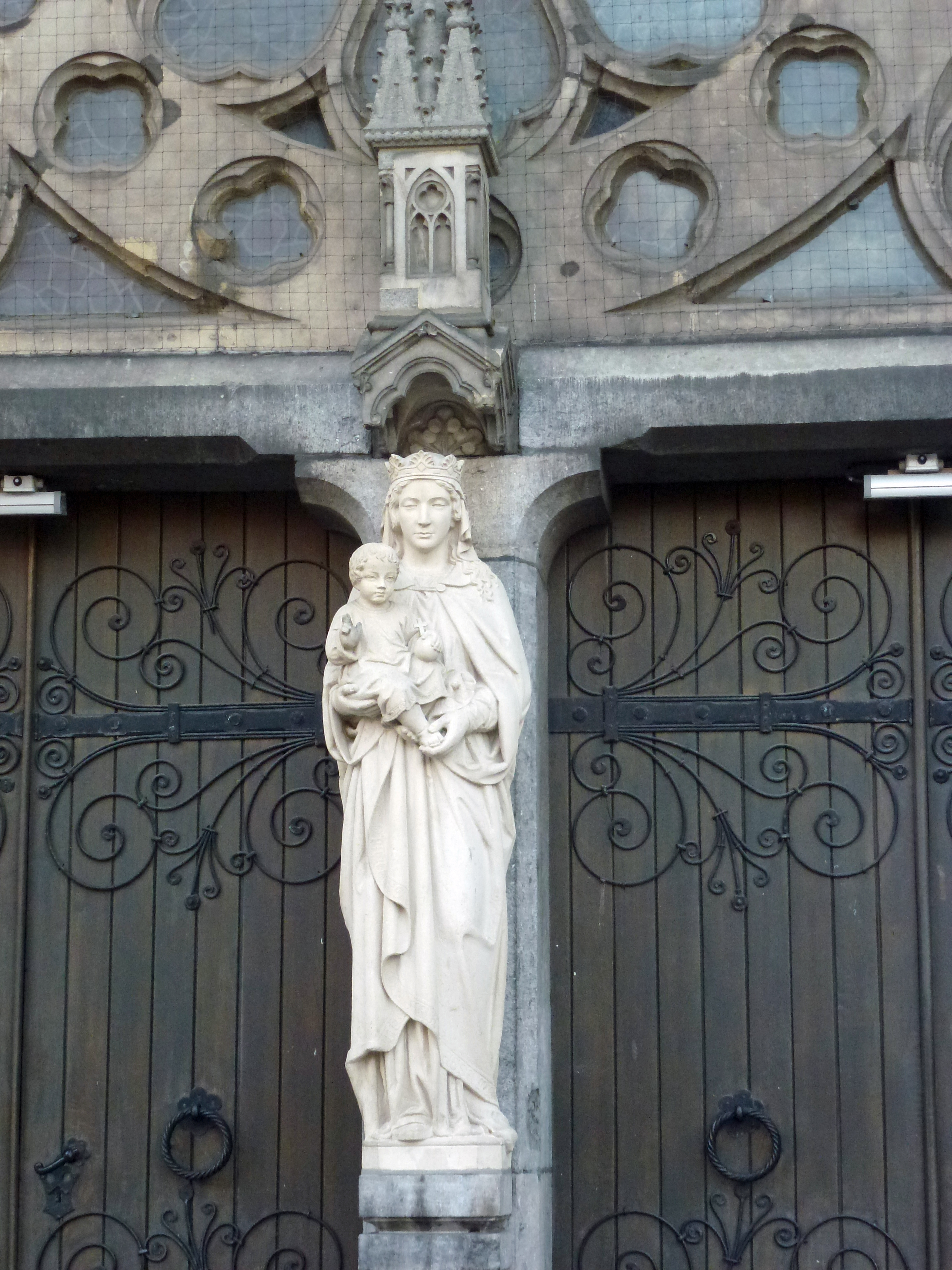
Maria met kind (1863), replica
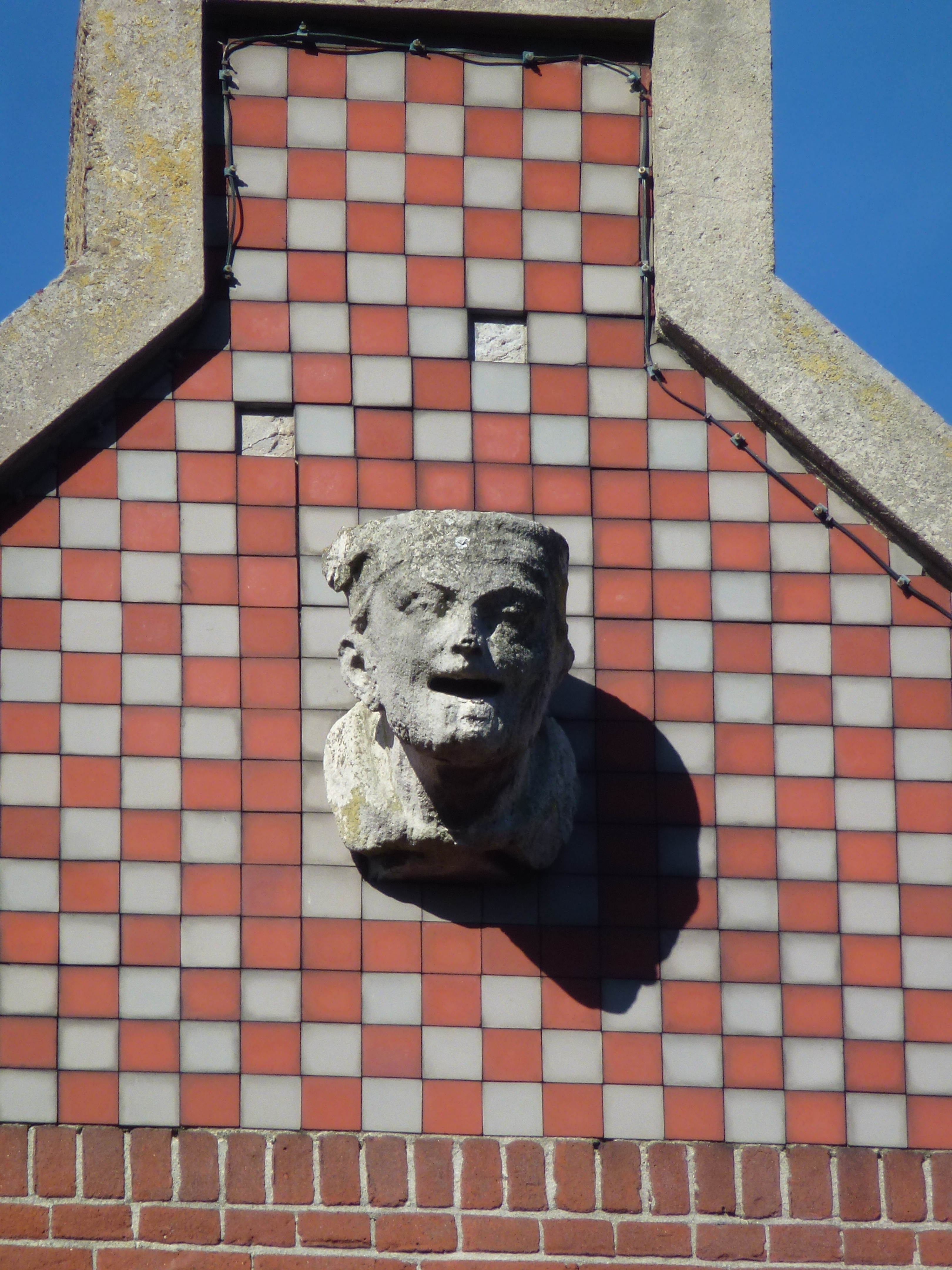
Gaper (1871)